# Nannizzia racemosa
Nannizzia racemosa är en svampart som beskrevs av Rush-Munro, J.M.B. Sm. & Borelli 1970. Nannizzia racemosa ingår i släktet Nannizzia och familjen Arthrodermataceae.   Inga underarter finns listade i Catalogue of Life.